# 大阪法務局
大阪法務局（おおさかほうむきょく）は、大阪市にある法務省の地方支分部局で、大阪府を管轄している。なお、局長は管内の地方法務局を指揮監督する。また、直接の登記事務の管轄（本局としての管轄）として、不動産登記は大阪市（中央区、旭区、城東区、鶴見区、浪速区、西成区）、商業・法人登記は大阪市（全区）、枚方市、寝屋川市、交野市、守口市、門真市を管轄している。

## 管内支局・出張所

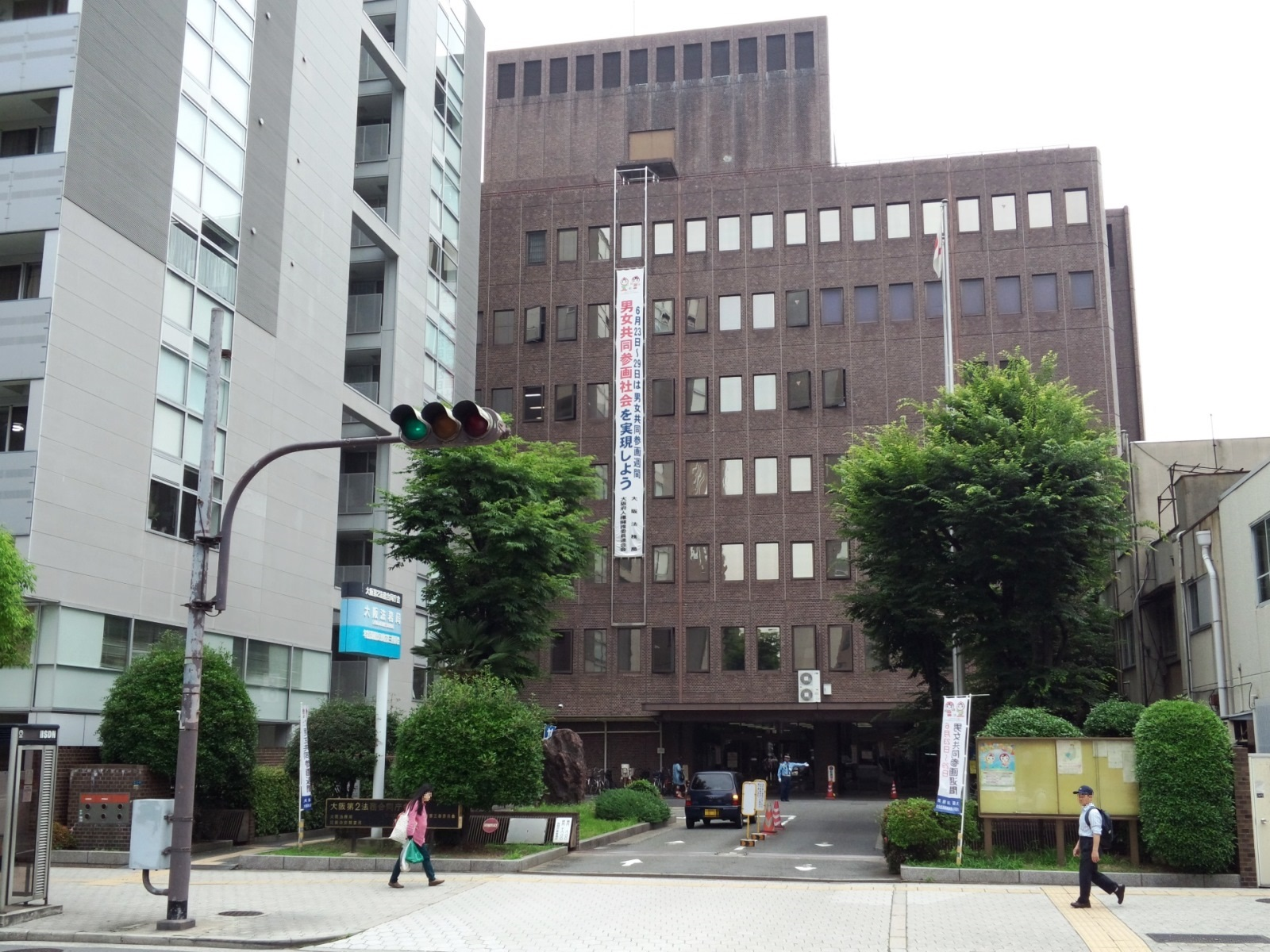
2023年まで大阪法務局が入居していた大阪第2法務合同庁舎

- 本局：大阪市中央区大手前三丁目1番41号（大手前合同庁舎）[1]
  - 北出張所：大阪市北区西天満一丁目11番4号（大阪法務局北分庁舎）
  - 天王寺出張所：大阪市天王寺区六万体町1番27号（天王寺合同庁舎）
  - 池田出張所：池田市満寿美町9番25号
  - 枚方出張所：枚方市大垣内町二丁目4番6号
  - 守口出張所：守口市竜田通二丁目6番6号
- 北大阪支局：茨木市中村町1番35号
- 東大阪支局：東大阪市高井田元町二丁目8番10号（東大阪法務合同庁舎）
- 堺支局：堺市堺区南瓦町2番29号（堺地方合同庁舎）
- 富田林支局：富田林市甲田一丁目7番2号（富田林法務総合庁舎）
- 岸和田支局：岸和田市上野町東24番10号（岸和田法務合同庁舎）
- かつてあった支局・出張所
  - 吹田出張所 : 2003年2月24日に茨木出張所へ統合。
  - 茨木出張所 : 2003年4月1日北大阪支局に格上げ。
  - 高槻出張所 : 2003年7月28日に北大阪支局へ統合。
  - 今宮出張所 : 2003年6月30日に本局へ統合。
  - 羽曳野出張所 : 2005年11月21日に八尾出張所･富田林出張所に分割統合。
  - 長野出張所 : 2005年12月5日に富田林出張所へ統合。
  - 西出張所 : 2006年2月6日に北出張所へ統合。
  - 佐野出張所 : 2006年12月11日に岸和田支局へ統合。
  - 泉出張所 : 2007年2月19日に岸和田支局へ統合。
  - 尾崎出張所 : 2007年3月19日に岸和田支局へ統合。
  - 豊中出張所 : 2007年9月25日に池田出張所へ統合。
  - 美原出張所 : 2008年9月16日に堺支局へ統合。
  - 四条畷出張所･枚岡出張所 : 2009年9月24日に東大阪支局へ統合。
  - 八尾出張所 : 2009年11月24日に東大阪支局へ統合。
  - 東住吉出張所 : 2010年7月20日に天王寺出張所へ統合

## 管内地方法務局

### 京都地方法務局
京都地方法務局（きょうとちほうほうむきょく）は、京都市にある法務省の地方支分部局で、京都府を管轄している。また、直接の登記事務の管轄（本局としての管轄）として、不動産登記は京都市（上京区、中京区、下京区、東山区、山科区、左京区、北区）を管轄している。

#### 管内支局・出張所
- 本局：京都市上京区荒神口通河原町東入上生洲町197（京都法務合同庁舎）
  - 嵯峨出張所：京都市右京区嵯峨天龍寺車道町33-20
  - 伏見出張所：京都市伏見区深草西浦町4-54
- 宇治支局：宇治市宇治琵琶33-2（宇治法務合同庁舎）
  - 木津出張所：木津川市木津駅前一丁目50番地（木津地方合同庁舎）
- 園部支局：南丹市園部町小山東町平成台一号17
- 宮津支局：宮津市字中ノ丁2534（宮津地方合同庁舎）
- 京丹後支局：京丹後市峰山町吉原71
- 舞鶴支局：舞鶴市字西110-5
- 福知山支局：福知山市字内記10-29（福知山地方合同庁舎）

### 神戸地方法務局
神戸地方法務局（こうべちほうほうむきょく）は、神戸市にある法務省の地方支分部局で、兵庫県を管轄している。また、直接の登記事務の管轄（本局としての管轄）として、不動産登記は神戸市（中央区、兵庫区、灘区）を管轄している。

#### 管内支局・出張所
- 本局：神戸市中央区波止場町1番1号（神戸第二地方合同庁舎）
  - 須磨出張所：神戸市須磨区中落合三丁目1番7号
  - 北出張所：神戸市北区惣山町一丁目7番地の11
  - 東神戸出張所：神戸市東灘区深江本町四丁目4番1号
- 西宮支局：西宮市浜町7番35号（西宮地方合同庁舎）
- 伊丹支局：伊丹市昆陽一丁目1番地12（伊丹法務総合庁舎）
  - 三田出張所：三田市三田町39番6号
- 尼崎支局：尼崎市東難波町四丁目18番36号（尼崎地方合同庁舎）
- 明石支局：明石市大明石町二丁目4番25号
- 柏原支局：丹波市柏原町柏原516番地1（柏原法務総合庁舎）
- 姫路支局：姫路市北条一丁目250番地（姫路法務総合庁舎）
- 加古川支局：加古川市野口町良野1749番地
- 社支局：加東市社539番地2
- 龍野支局：たつの市龍野町富永879番地2
- 豊岡支局：豊岡市寿町8番4号（豊岡地方合同庁舎）
  - 八鹿出張所：養父市八鹿町朝倉1154番地1
- 洲本支局：洲本市山手一丁目2番19号
- かつてあった支局・出張所
  - 篠山支局（2009年9月28日に柏原法務総合庁舎の新庁舎完成に合わせて柏原支局に統合[2]）

### 奈良地方法務局
奈良地方法務局（ならちほうほうむきょく）は、奈良市にある法務省の地方支分部局で、奈良県を管轄している。また、直接の登記事務の管轄（本局としての管轄）として、奈良市、大和郡山市、天理市、生駒市、山辺郡（山添村）、生駒郡（斑鳩町、平群町、三郷町、安堵町）を管轄している。

#### 管内支局・出張所
- 本局（代表）：奈良市高畑町552
- 本局（第二庁舎）：奈良市東紀寺町三丁目4-1（奈良第二法務総合庁舎）
- 葛城支局：大和高田市西町1-63
  - 橿原出張所：橿原市八木町一丁目6-12
- 桜井支局：桜井市大字粟殿461-2
- 五條支局：五條市新町三丁目3-2

### 大津地方法務局
大津地方法務局（おおつちほうほうむきょく）は、大津市にある法務省の地方支分部局で、滋賀県を管轄している。また、直接の登記事務の管轄（本局としての管轄）として、不動産登記は大津市、草津市、栗東市、守山市、野洲市を管轄している。

#### 管内支局・出張所
- 本局：大津市京町三丁目1番1号（大津びわ湖合同庁舎）
  - 高島出張所：高島市今津町住吉一丁目3番地1
- 甲賀支局：甲賀市水口町水口5655番地
- 彦根支局：彦根市西今町58番地3（彦根地方合同庁舎）
  - 東近江出張所：東近江市八日市緑町8番17号
- 長浜支局：長浜市八幡東町253番地4

### 和歌山地方法務局
和歌山地方法務局（わかやまちほうほうむきょく）は、和歌山市にある法務省の地方支分部局で、和歌山県を管轄している。また、直接の登記事務の管轄（本局としての管轄）として、和歌山市、海南市、海草郡（紀美野町）を管轄している。

#### 管内支局・出張所
- 本局：和歌山市二番丁3番地（和歌山地方合同庁舎）
- 橋本支局：橋本市東家5丁目2番2号(橋本地方合同庁舎)
- 田辺支局：田辺市文里1丁目11番9号（田辺港湾合同庁舎）
- 御坊支局：御坊市薗369番地6（御坊法務総合庁舎）
- 新宮支局：新宮市緑ヶ丘3丁目2番64号
- かつてあった出張所
  - 湯浅出張所：有田郡湯浅町大字湯浅2430番地93（2021年1月12日に本局へ統合）
  - 岩出出張所：岩出市西野206番地7（2021年1月12日に本局へ統合）